# Statuti viscontei di Milano

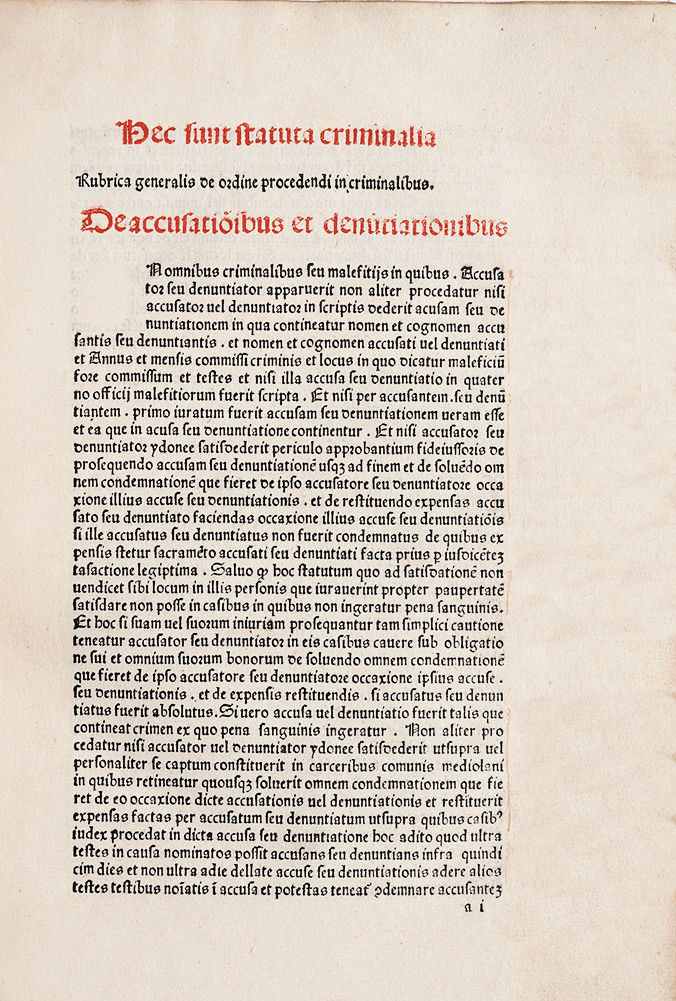
Versione a stampa del 1480

Gli Statuti viscontei di Milano sono raccolte di norme, realizzate dal comune di Milano nel corso del XIV secolo.

## Aspetti generali
Nel corso del XIV secolo furono realizzate tre diverse raccolte di Statuti.
La prima versione fu approvata dal consiglio generale del comune il 15 marzo 1330, in occasione della nomina di Azzone Visconti come signore di Milano.
La seconda versione fu approvata definitivamente dal consiglio generale il 22 marzo 1351; come indicato nell'approvazione, le norme erano già state convalidate una prima volta nel 1348, ma ne era stata sospesa l'applicazione per volere di Luchino Visconti.
La terza e ultima versione fu approvata nel gennaio 1396; l'opera di revisione venne iniziata nel 1389, come risulta da una richiesta inviata da Gian Galeazzo Visconti.

## Fonti

### Versione del 1330
Non si hanno manoscritti completi del testo, ma solo singoli articoli, soprattutto citati in Statuti di altre città.

### Versione del 1396
Esistono diversi manoscritti contenenti il testo di singoli libri. Si riportano informazioni su alcuni manoscritti conservati negli archivi di Milano.
| Archivio                                         | Manoscritto                                              | Approvazione e libri | Approvazione e libri | Approvazione e libri | Approvazione e libri | Approvazione e libri | Approvazione e libri | Approvazione e libri | Approvazione e libri | Approvazione e libri |
| Archivio                                         | Manoscritto                                              | Introduzione         | I                    | II                   | III                  | IV                   | V                    | VI                   | VII                  | VIII                 |
| ------------------------------------------------ | -------------------------------------------------------- | -------------------- | -------------------- | -------------------- | -------------------- | -------------------- | -------------------- | -------------------- | -------------------- | -------------------- |
| Archivio Ospedale Maggiore                       | Codice 4                                                 | —                    | Sì                   | Sì                   | Sì                   | Sì                   | Sì                   | Sì                   | Sì                   | Sì                   |
| Archivio Storico Civico e Biblioteca Trivulziana | Codice B2                                                | Sì                   | Sì                   | Sì                   | Sì                   | Sì                   | Sì                   | Sì                   | Sì                   | Sì                   |
| Biblioteca Ambrosiana                            | B 19 inf.                                                | Sì                   | Sì                   | Sì                   | Sì                   | Sì                   | Sì                   | Sì                   | Sì                   | (?)                  |
| Archivio Storico Civico e Biblioteca Trivulziana | Codice A1                                                | —                    | Sì                   | Sì                   | Sì                   | Sì                   | Sì                   | Sì                   | Sì                   | —                    |
| Archivio di Stato di Milano                      | Statuti 2, Codice Phillips                               | —                    | Sì                   | Sì                   | Sì                   | Sì                   | Sì                   | —                    | —                    | —                    |
| Archivio Storico Civico e Biblioteca Trivulziana | Triv. 2299                                               | —                    | Sì                   | —                    | —                    | —                    | —                    | —                    | —                    | —                    |
| Archivio di Stato di Milano                      | Statuti 2, Statuta civilia, criminalia et extraordinaria | —                    | —                    | Sì                   | Sì                   | Sì                   | —                    | —                    | —                    | —                    |
| Archivio di Stato di Milano                      | Statuti 2, Statuta criminalia                            | —                    | —                    | Sì                   | —                    | —                    | —                    | —                    | —                    | —                    |
| Archivio di Stato di Milano                      | Statuti 2, Statuta mercatorum                            | —                    | —                    | —                    | —                    | —                    | —                    | —                    | Sì                   | —                    |
| Archivio Storico Civico e Biblioteca Trivulziana | Codice D1                                                | —                    | —                    | —                    | —                    | —                    | —                    | —                    | Sì                   | —                    |
| Biblioteca Ambrosiana                            | D 76 suss.                                               | —                    | —                    | —                    | —                    | —                    | —                    | —                    | Sì                   | —                    |
| Biblioteca Ambrosiana                            | Trotti 296                                               | —                    | —                    | —                    | —                    | —                    | —                    | —                    | Sì                   | —                    |

#### Edizioni a stampa
Una prima versione a stampa, contenente i libri da II a VIII, venne realizzata nel 1480.
Il libro II (Statuta criminalia) fu ripubblicato nel 1594 e nel 1619 sulla base della versione a stampa del 1480, riprendendone gli errori.
I libri da V a VII furono pubblicati in seguito separatamente: il libro V nel 1621, il libro VI nel 1567 e il libro VII nel 1593.
Nell'Ottocento Antonio Ceruti pubblicò un'edizione del libro I, mancante nell'edizione del 1480.
Nel 1623 vennero pubblicati gli Statuti dei mercanti di lana, corrispondenti al libro VIII, ma il testo era stato modificato in più punti rispetto alla versione del 1396.

## Contenuti
Per la versione del 1330 non sono noti i particolari relativi alla suddivisione, ma erano citati genericamente gli Statuti di Milano, gli Statuti dei mercanti di Milano e gli Statuti dei mercanti di lana.
Nelle versioni del 1351 e del 1396 il testo era diviso in otto libri. In occasione della revisione del 1396, alcuni articoli vennero spostati da un libro all'altro.

### V. Statuta victualium

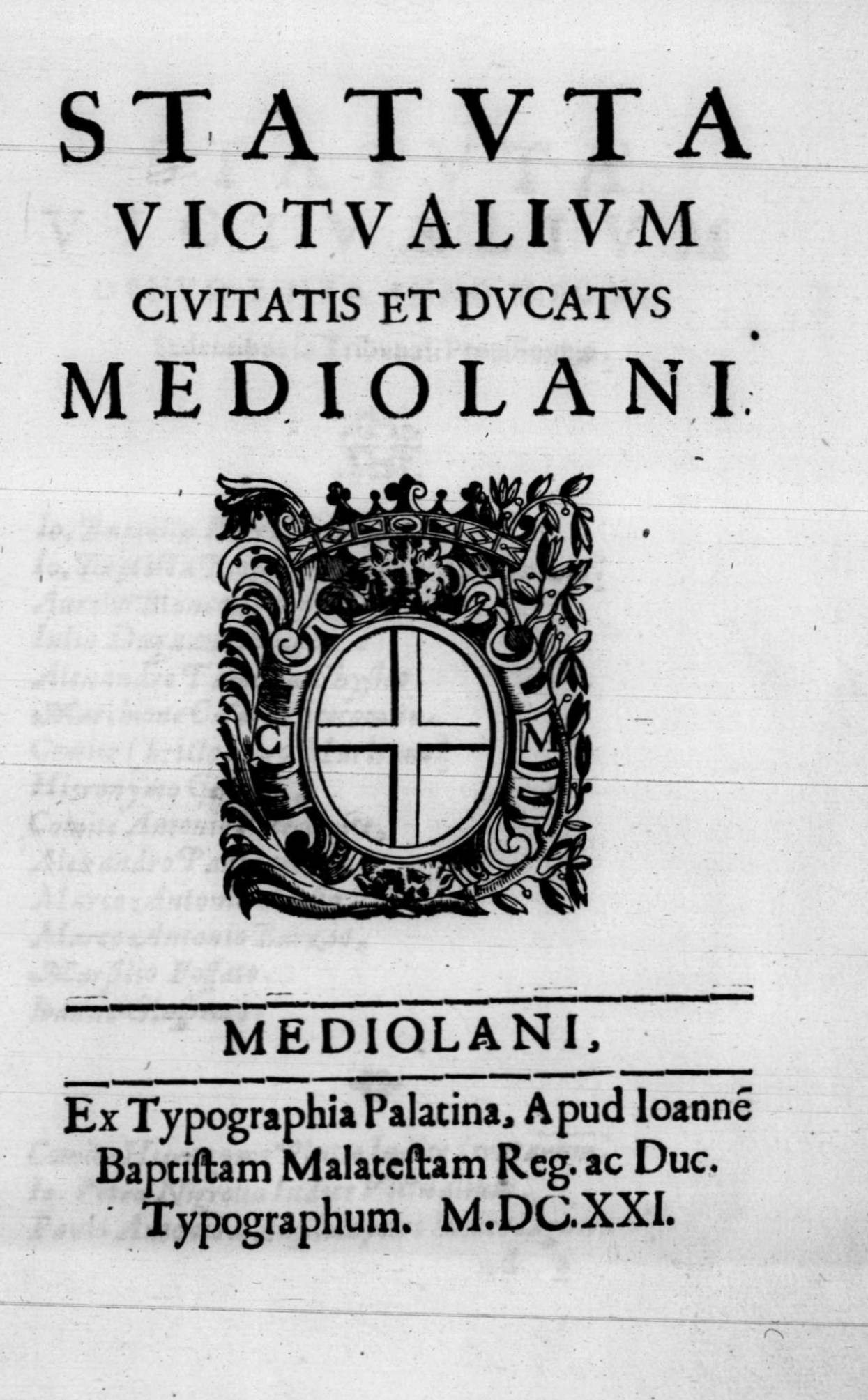
Statuta victualium Civitatis et Ducatus Mediolani, 1621

### VII. Statuta mercatorum

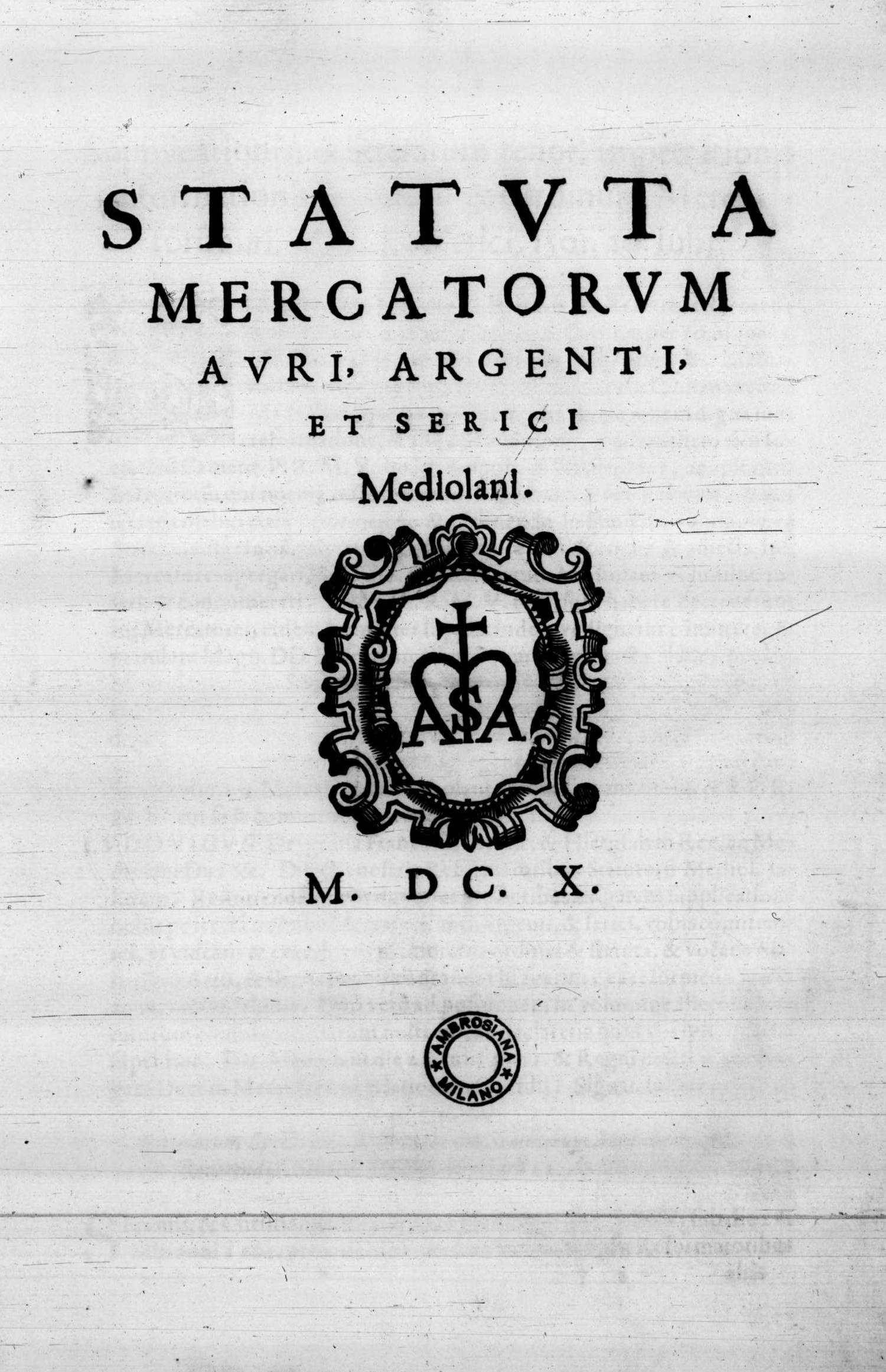
Statuta mercatorum auri, argenti et serici Mediolani ("Statuti dei mercanti dell'oro, dell'argento e della seta"), 1610

### VIII. Statuta mercatorum lane

Statuta et ordines mercatorum lanae Mediolani, 1623

## Validità delle norme
Alcuni libri furono sostituiti tra la fine del Quattrocento e l'inizio del Cinquecento:
- il libro III degli Statuti civili fu sostituito dagli statuti approvati da Ludovico Maria Sforza il 20 ottobre 1498;[23]
- il libro I e il libro IV furono sostituiti dagli statuti approvati da Luigi XII di Francia nel 1502.[24]